# ジョン・ウォーカー (シンガーソングライター)
ジョナサン・ジェイコブ・ウォーカー（Jonathan Jacob Walker、1985年9月17日 - ）は、アメリカ合衆国のシンガーソングライター。2006年から2009年までパニック!アット・ザ・ディスコのベーシストとして、2009年から2010年までザ・ヤング・ヴェインズのメンバーとして活動し、同バンドの活動休止後はソロ・アーティストとして活動している。

## 経歴

### 生い立ち
イリノイ州シカゴで生まれ育つ。バートレット高校卒業。
センターフォールド（Centerfold）やフェアウェル・ナイト（Farewell Night）のバンドメンバーとして活動した後、マイキー・ラッセル率いる504プラン（504 Plan）に参加する。

### 2006年 - 2009年: パニック!アット・ザ・ディスコ

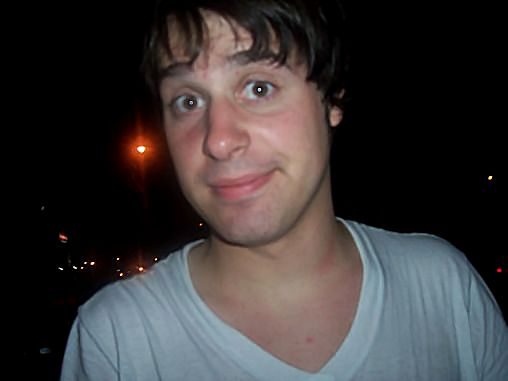
2006年のウォーカー

ジ・アカデミー・イズのギターテクニシャンを務めていた頃に、当時パニック!アット・ザ・ディスコのギタリストであったライアン・ロスと出会う。その1か月以内にパニック!アット・ザ・ディスコのメンバー間でベーシストの交代が検討され、2006年5月に脱退したブレント・ウィルソンの後任として加入。加入当時21歳だったウォーカーは、バンドの最年長メンバーとなった。加入後初のライブとなった『KROQ Weenie Roast』までに音源を聴いてベースのパートを覚えた。
2008年に発売された2作目のスタジオ・アルバム『プリティ。オッド。』では演奏に加え、ソングライターとしての役割も担った。同年12月に発売されたライブ・アルバム『ライヴ・イン・シカゴ』にも参加している。
2009年7月6日、公式サイト上でロスとともに「さらなる音楽の追求」を理由に脱退を発表。

### 2009年 - 2010年: ザ・ヤング・ヴェインズ

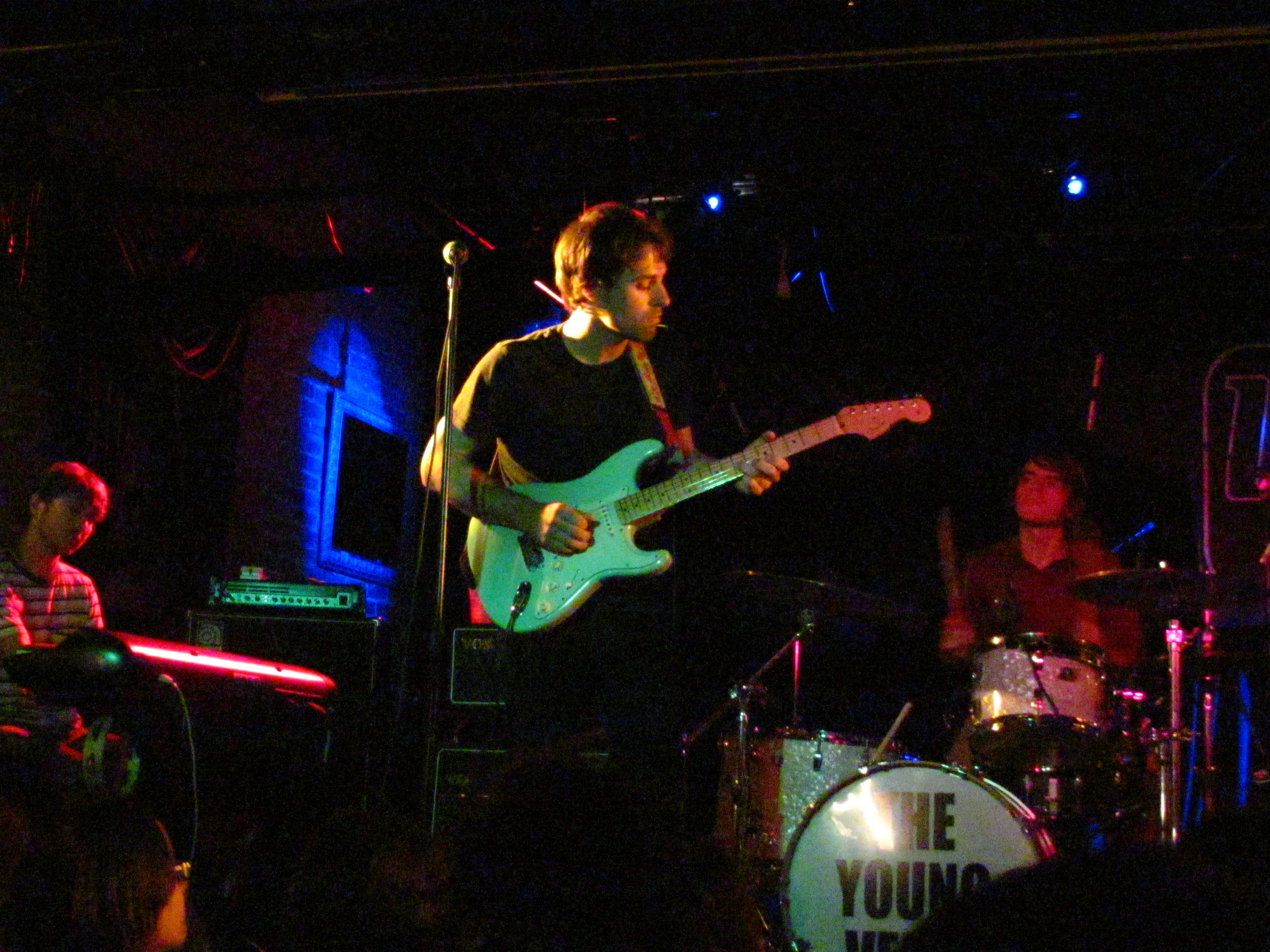
ファーミングデール公演でのウォーカー（2010年）

2009年7月13日、ロスがMTVニュースの取材でウォーカーやプロデューサーのロブ・メイセスとともに作曲作業や録音作業を行っていることを公言。録音作業にはファントム・プラネットのフロントマンであるアレックス・グリーンワルド、かつてパニック!アット・ザ・ディスコのツアー・メンバーであったエリック・ロニックも参加した。7月28日、ロスと結成したバンド名が「ザ・ヤング・ヴェインズ」（The Young Veins）に決定したことを発表し、バンドの公式MySpaceページで初の楽曲「Change」を発表。
2010年6月8日にワン・ヘイヴン・ミュージックからデビュー・アルバム『Take a Vacation!』を発売。しかし、同年12月11日に公式Twitter上でザ・ヤング・ヴェインズの活動休止を発表した。

### 2011年 -: ソロアーティストとしての活動
2011年1月6日、ソロ名義で初となる音源『Home Recordings』（EP）をBandcamp上で発売。
2016年12月16日、コブラ・スターシップの元メンバーであるヴィクトリア・アッシャー（Vicky-T名義）とのコラボ曲「Push Comes To Shove」を発売。
2018年7月25日、俳優のジェイコブ・ギヴンズの公式YouTubeチャンネルで、自身がサウンドトラックの作曲を手がけた短編映画『Intermission』が公開された。
2019年2月16日、公式YouTubeチャンネルでポッドキャストの配信を開始。

## 人物
お気に入りのバンドの1つにビートルズを挙げ、「芸術的にも個人的にも影響を受けた」と語っている。
2011年にキャシーという女性と結婚。キャシーは2018年に自伝『Everything is Moving』を発売している。

## 作品

### パニック!アット・ザ・ディスコ
- 『プリティ。オッド。』 – Pretty. Odd.（2008年）
  - ベース、バックグラウンド・ボーカル、ギター、補作詞、作曲を担当。
- 『ライヴ・イン・シカゴ』 – ...Live in Chicago（2008年）
  - ベース、バックグラウンド・ボーカル、ギターを担当[注 1]。

### ザ・ヤング・ヴェインズ
- Take a Vacation!（2010年）
  - ボーカル、ギター、作詞作曲[注 2]を担当。

### ソロ
LP
- New Songs（2011年10月18日）
- Connections（2014年1月27日）
- Diffrent（2021年6月8日）

EP
- Home Recordings（2011年1月6日）
- Crazy Dream（2012年11月16日）
- Real Life（2015年8月30日）
- Impending Bloom（2019年1月11日）

シングル
- "Push Comes to Shove"（2016年12月16日） ※Vicky-T feat. Jon Walker
- "The Way It Was"（2018年12月17日）
- "It's Almost Halloween"（2020年10月22日）
- "If I Could Fly"（2021年1月15日）
- "FUN WARE"（2022年12月15日）
- "Everything"（2024年1月1日）

## 出演
ミュージック・ビデオ
- ジム・クラス・ヒーローズ「クローズ・オフ!!」（2007年）